# Glückshaus

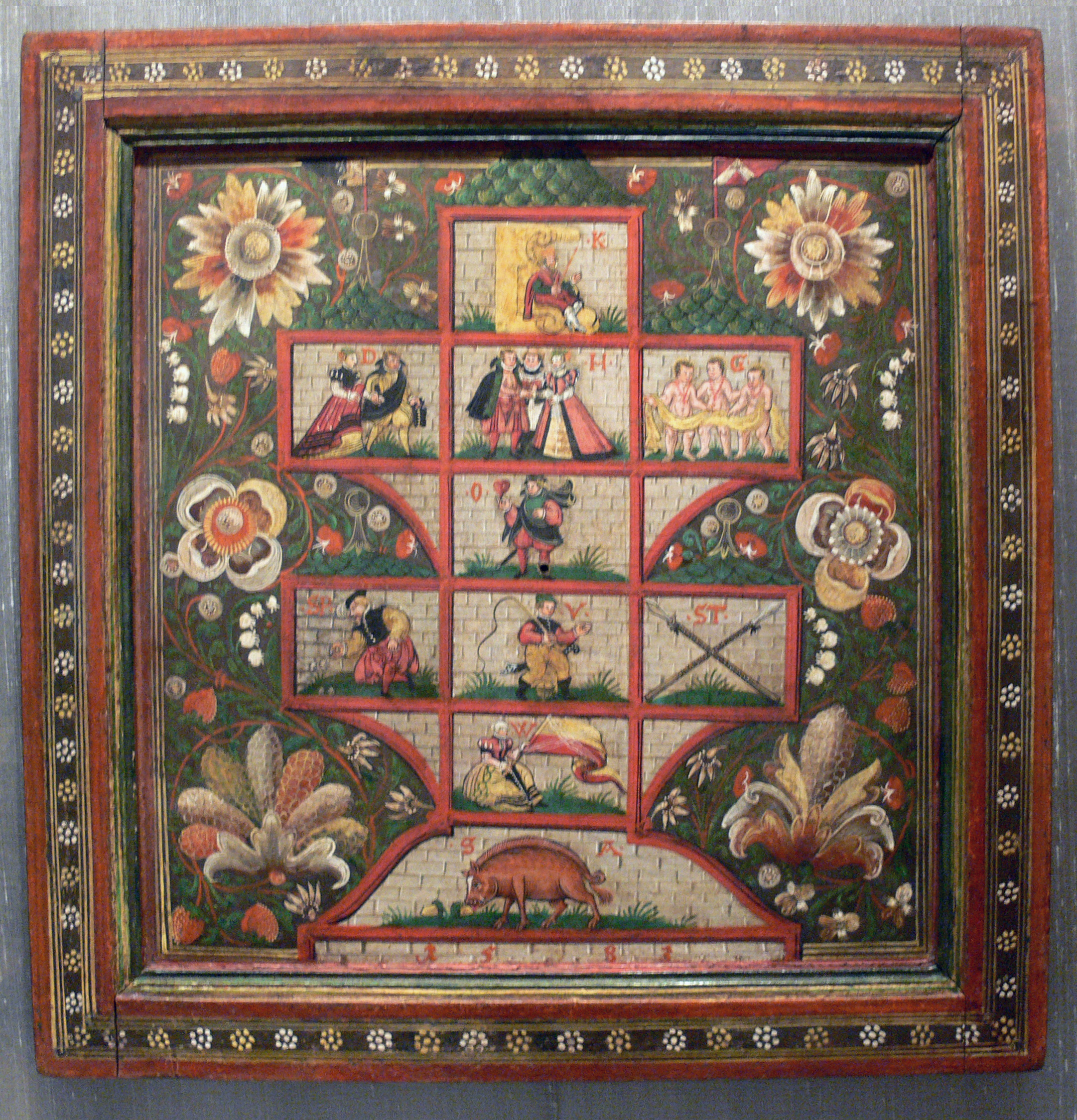
Brett für das Glückshaus-Spiel, oberdeutsch, 1583 (Bayerisches Nationalmuseum, München)

Glückshaus ist ein Glücksspiel für mehrere Spieler auf einem Spielbrett mit zwei Würfeln. Sowohl der Name „Glückshaus“ als auch Details des modernen Spielbretts stammen aus der zweiten Hälfte des 20. Jahrhunderts, als Erwin Glonnegger die Regeln eines älteren Würfelspiels (Siebenerspiel) mit dem Spielbrett eines Kartenspiels des 16. Jahrhunderts kombinierte. Die Tradition der Vorlage, des Siebenerspiels, das unter verschiedenen Namen bekannt war, reicht bis um 1500 zurück. Georg Himmelheber weist auf ähnliche Spielelemente beim Käutzchenspiel  und Poch hin.
Weitere Namen für das Siebenerspiel oder Varianten davon sind: (Lustige) Sieben, Pinke, Böse Sieben, Der Siebener trinckt, und in anderen Sprachen Jeu du Juif, Gioco della Barca, Arlequinspel, Lucky Pig und House of Fortune.

## Regeln

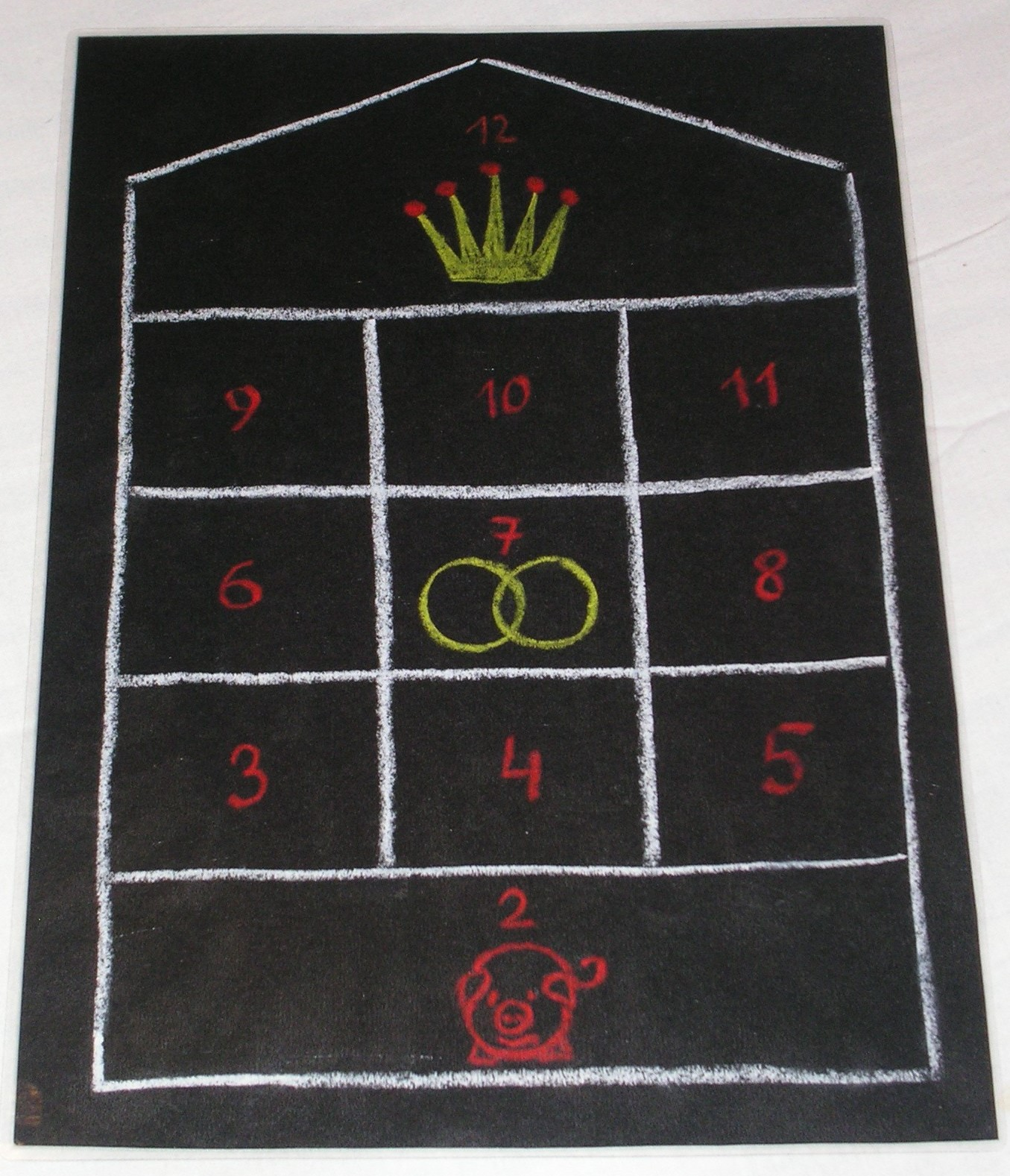
Glückshaus

Der Spielplan ist in Felder mit den Nummern 2 bis 12 (manchmal jedoch ohne die Zahl 4) eingeteilt, die Felder können als Räume eines Hauses angeordnet sein.
Die Spieler würfeln reihum, je nach Augensumme geschieht folgendes:
- Bei allen Augensummen außer der 2, 7 und 12 muss ein Einsatz auf das betreffende Feld gelegt werden, wenn es leer ist. Wenn auf dem Feld bereits etwas liegt, darf man es hingegen an sich nehmen.
- In der Mitte des Hauses – im Raum Nummer 7 – findet eine Hochzeit statt: Wer eine 7 würfelt, muss ein Geschenk mitbringen, d. h. in jedem Fall einen Einsatz auf diesem Feld ablegen. Die Münzen/Chips sammeln sich auf diesem Feld also.
- Wer eine 2 würfelt, hat Schwein: er gewinnt alle auf dem Brett befindlichen Münzen, ausgenommen diejenigen auf Feld 7.
- Würfelt ein Spieler die Zahl 12, so ist er König und gewinnt alle Münzen, die sich auf dem Spielbrett befinden (einschließlich derer, die sich auf dem Feld mit der 7 gesammelt haben): das Feld mit der Nummer 12 ist daher mitunter mit einer Krone gekennzeichnet, fehlt andererseits auf anderen Bretter völlig, da dort nie etwas gesetzt wird.
- Wird auf einem Brett ohne 4 gespielt, so geschieht – wenn eine 4 gewürfelt wird – entweder gar nichts, oder es tritt eine beliebige vorher vereinbarte Regel in Kraft.
- Je nach vereinbarter Regel kann der Einsatz auf allen Feldern gleich hoch sein oder aber dem Wert des Feldes entsprechen (also z. B. neun Münzen auf die 9).

Das Spiel endet, wenn alle Spieler bis auf einen ihr Geld verloren haben, oder zu anderen im Voraus vereinbarten Bedingungen, z. B. einer bestimmten Anzahl gewürfelter Zwölfen.

## Material
Das Spielmaterial kann leicht selbst hergestellt werden. Als Spielbrett ist ein festes, bemaltes Holzbrett geeignet, auch ein Stück Leder oder Leinen, auf dem die Felder aufgezeichnet werden können, ist denkbar. Bei manchen historischen Spielbrettern waren die Spielfelder mit verschiedenen Motiven illustriert. Wer das Spiel heute nachspielen möchte, sollte zumindest die "Ereignisfelder" besonders kennzeichnen, sogar wenn es sich nur – wie oben dargestellt – um grobe Skizzen oder Symbole handelt, die zur Erinnerung an die Spielregeln dienen.
Als Spielmarken eignen sich stapelbare Münzen oder Spielmarken aller Art. Benötigt werden etwa 5 Stück pro Person.
Wer eine der Varianten mit 10 Feldern spielen möchte, muss das Feld "4" weglassen und das Spielbrett entsprechend anders anordnen. Eine gewürfelte Vier bedeutet dann beispielsweise "Aussetzen".